# Проспект Червоної Калини (Київ)
У Вікіпедії є статті про інші проспекти з назвою Проспект Червоної Калини
Проспе́кт Черво́ної Кали́ни — проспект у Деснянському районі міста Києва, житловий масив Вигурівщина-Троєщина. Пролягає від проспекту Романа Шухевича та Керченської площі до Милославської вулиці.
Прилучаються вулиці Миколи Закревського, Каштанова, Архітектора Ніколаєва, Рональда Рейгана, Вікентія Беретті, площа Анкари, вулиця Сержа Лифаря, бульвари Володимира Висоцького і Леоніда Бикова, вулиці Костянтина Данькевича й Олександри Екстер.

## Історія
Проспект виник у 80-х роках XX століття під назвою 1-ша Нова вулиця. Назва проспект Володимира Маяковського на честь радянського поета Володимира Маяковського — з 1983 року. 
Сучасна назва на честь калини як одного з традиційних символів України та на честь пісні «Червона калина» — з 2022 року.

## Забудова
Забудований багатоповерхівками серій 96 та КТ.
З 1980-х років існують плани спорудження під проспектом лінії метрополітену.

## Проєкти перейменування
У лютому-квітні 2019 відбувався збір підписів на підтримку петиції про перейменування проспекту Володимира Маяковського на честь гетьмана Івана Виговського.
У червні 2022 року експертна група рекомендувала Київській міській раді перейменувати проспект на честь «Червоної калини», пісні січових стрільців та одного з символів української незалежності.

## Галерея

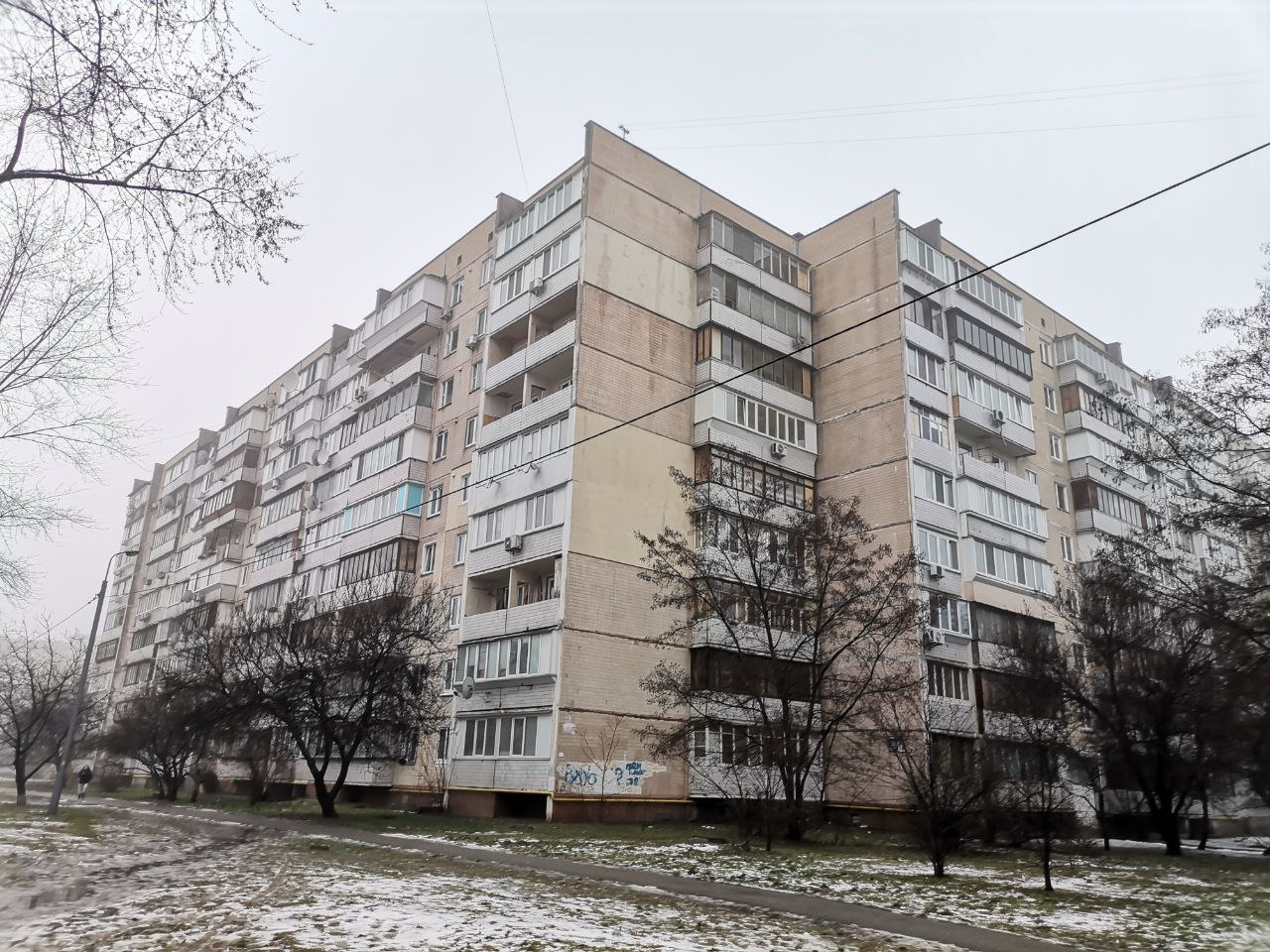
Типовий будинок серії 111-96
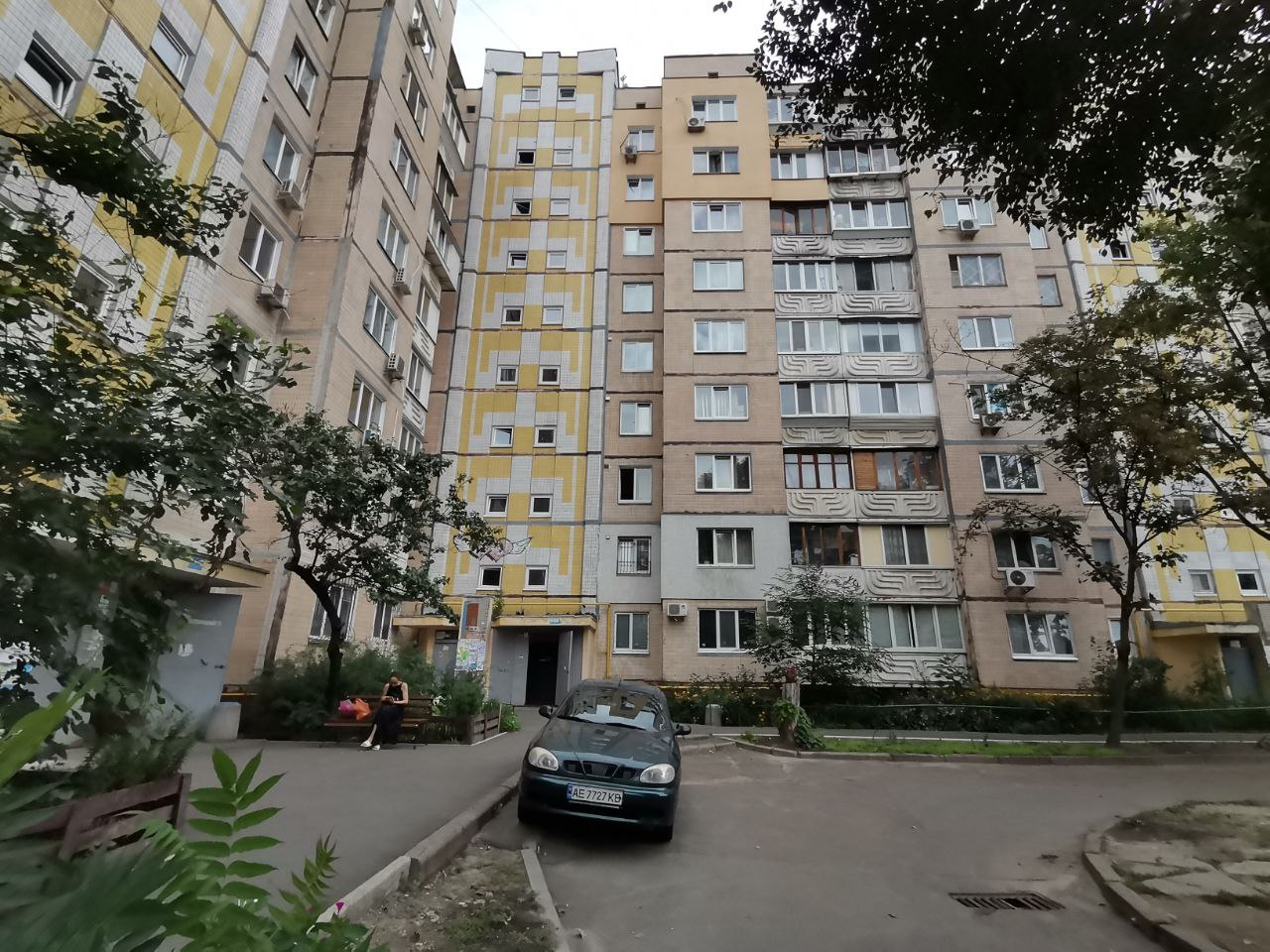
Типовий будинок серії 111-96
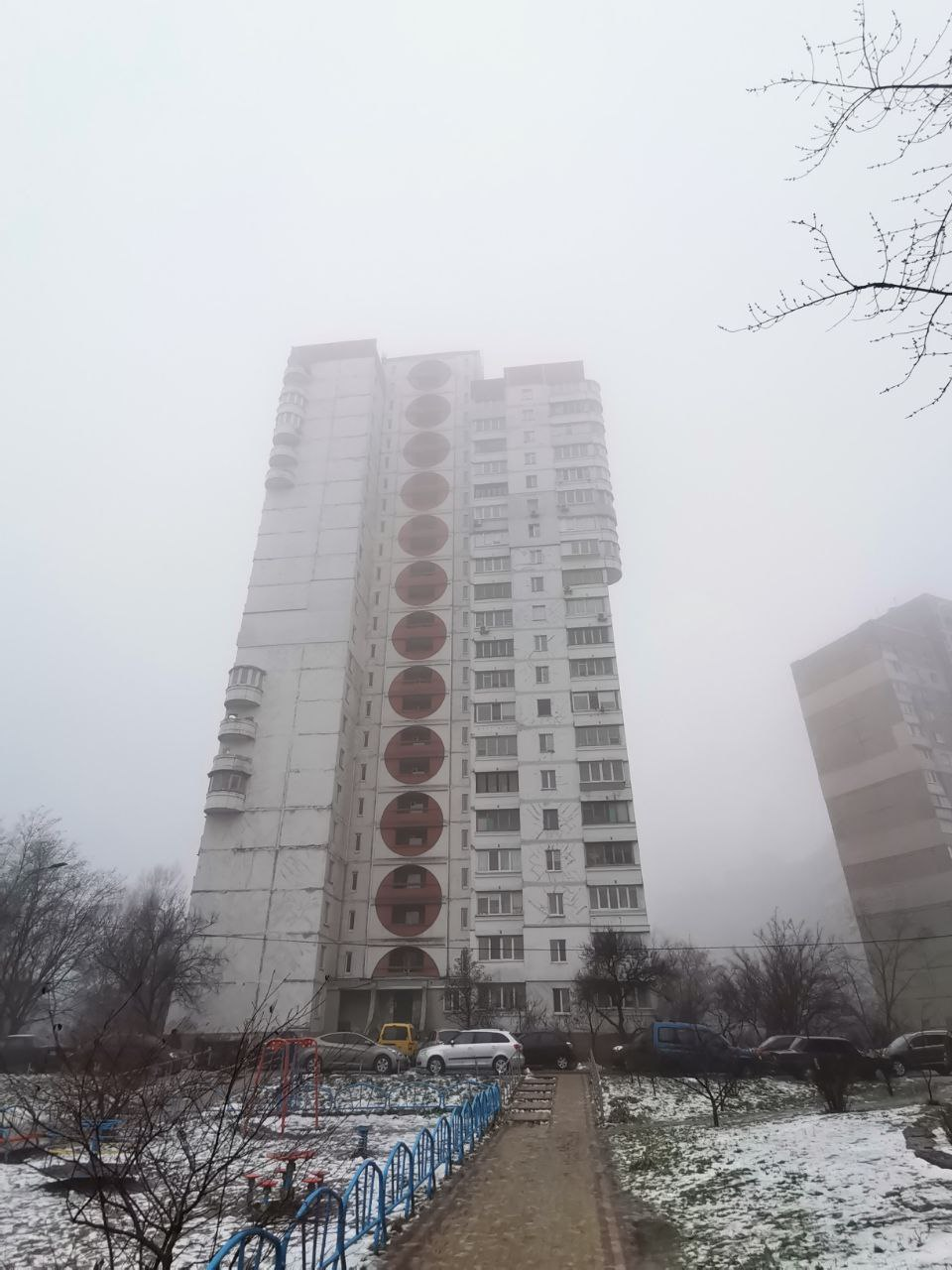
22-поверховий будинок серії Т 1988 року
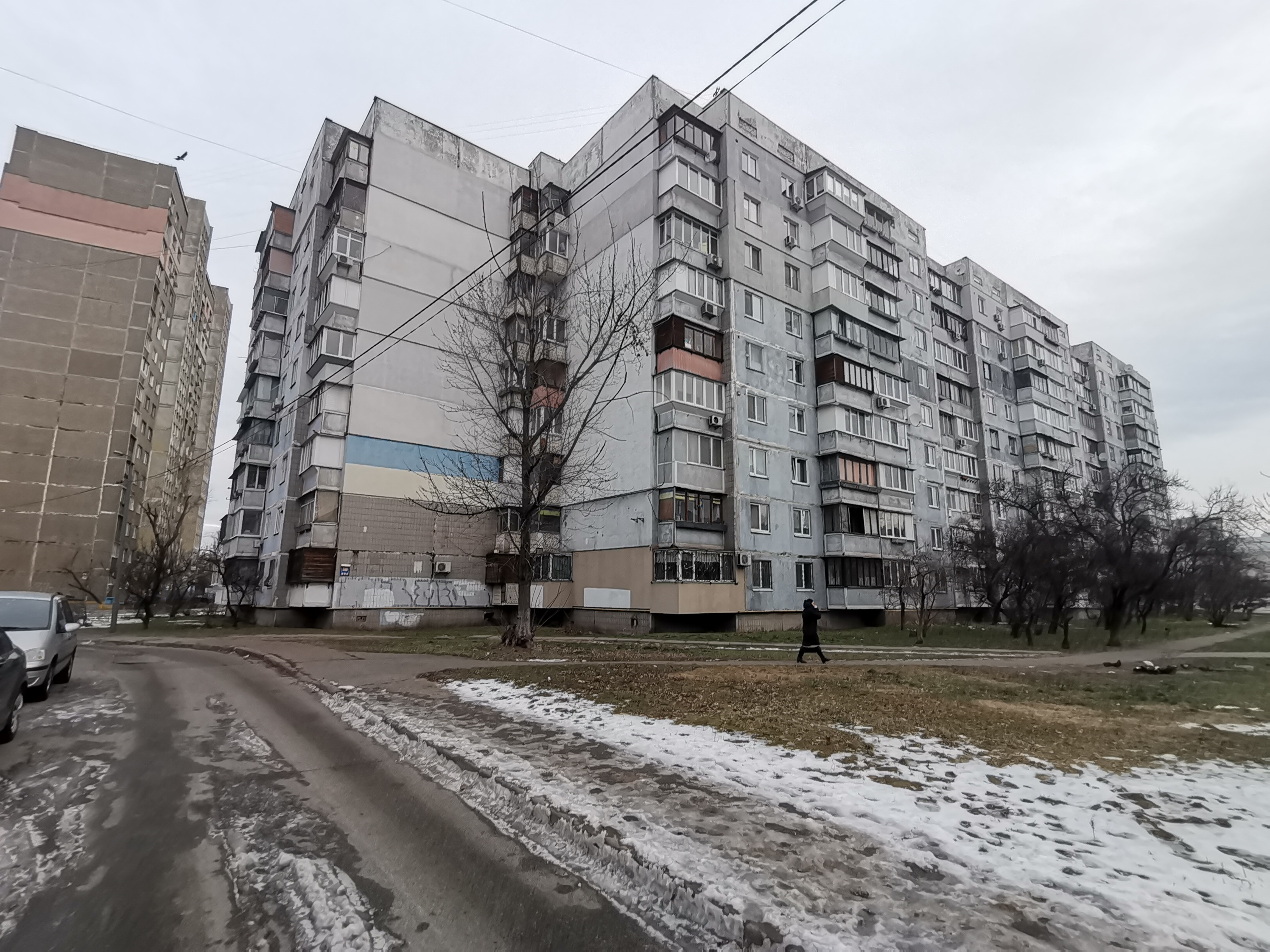
Будинок серії 111-134 1984 року. Проспект Червоної калини 41/1
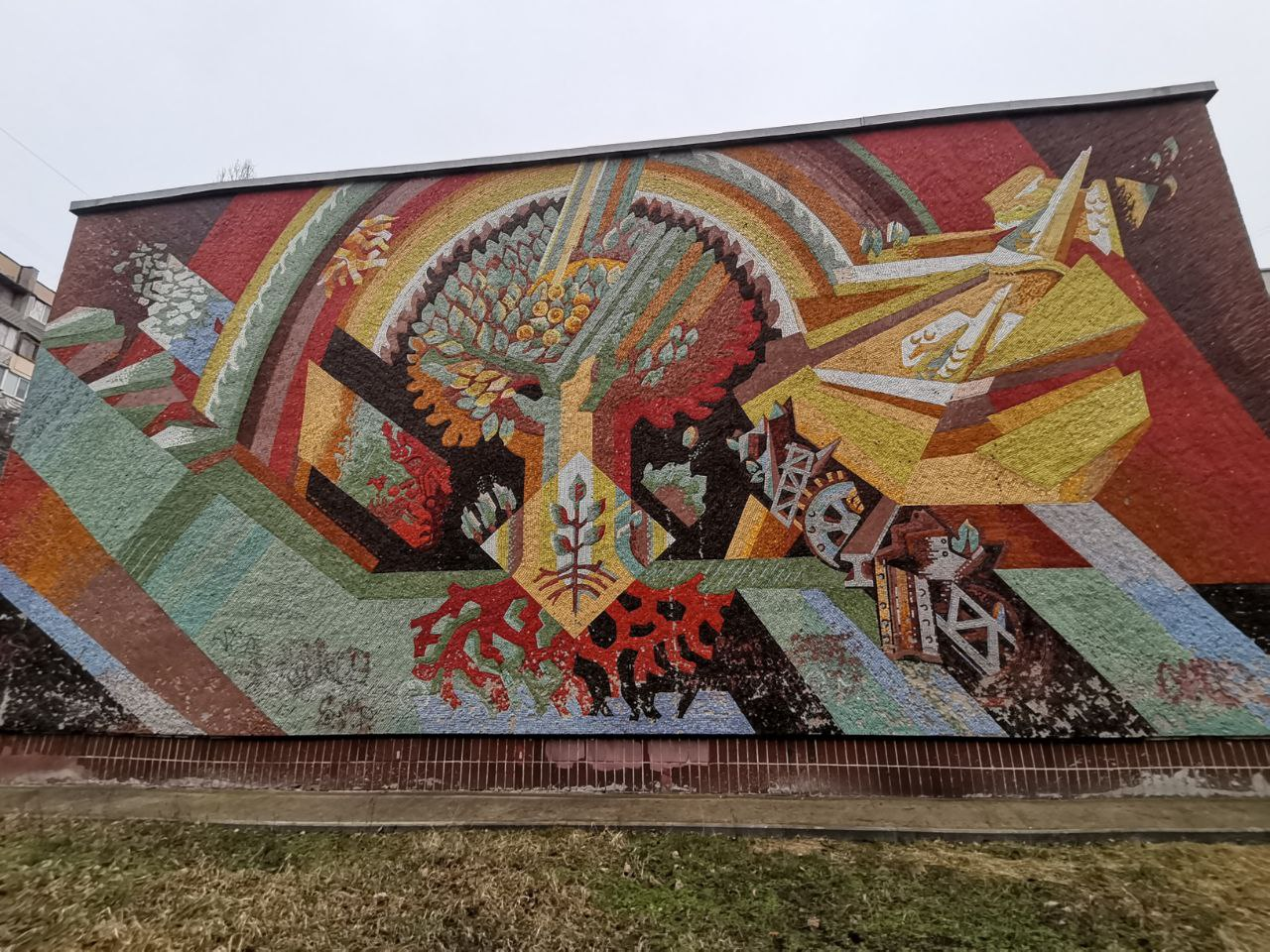
Мозаїка «Збережемо нашу землю» (1987–88, на фасаді дитячої поліклініки, Владимирова Олена Іванівна